# CBDJAPAN
株式会社CBD JAPAN(英語: CBD JAPAN Inc.)は、東京に所在を置く日本のCBDカンパニー。

## 概要
CBD（カンナビジオール）に関する情報発信メディアや、CBDを専門にしたECモールを「CBD JAPAN」というウェブサイトで運営している。
カンパニーミッションとして「心身の本来の力を引き出し、健康で明るい社会を作る。」を掲げている。